# Mettler (Kalifornija)
Mettler je naseljeno područje za statističke svrhe u američkoj saveznoj državi Kalifornija. Prema popisu stanovništva iz 2010. u njemu je živjelo 136 stanovnika.